# Conjunto de xadrez

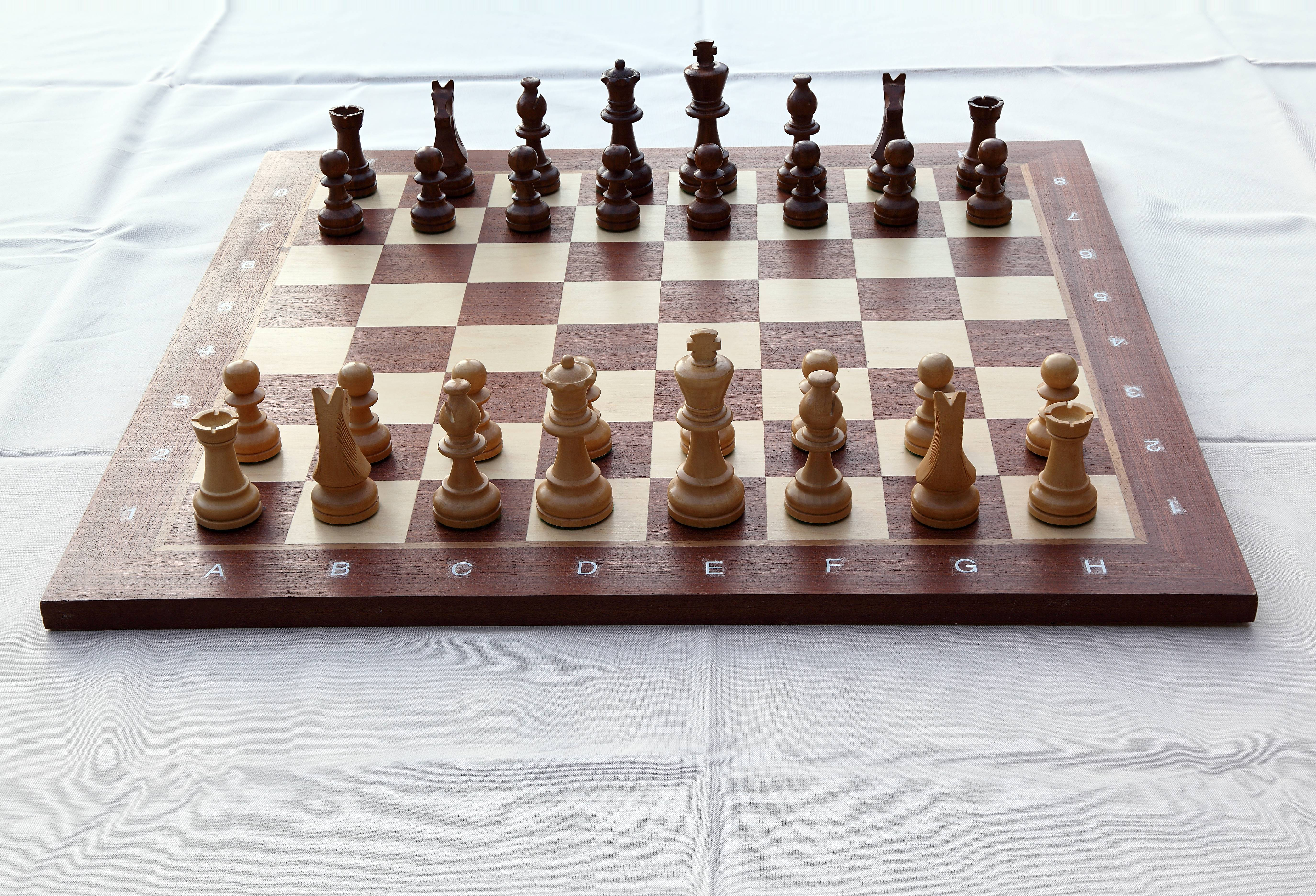
Um conjunto de xadrez

Um conjunto de xadrez consiste em um tabuleiro com peças pretas e brancas para que o xadrez possa ser jogado. Há seis peças de cada cor: um Rei, uma Rainha, duas Torres, dois Bispos, dois Cavalos e oito Peões. Peças extras podem ser colocadas em jogo através da promoção, uma rainha extra é o mais comum para cada cor. Caixas, relógios e mesas também são acessórios bastantes utilizados nesses conjuntos. Os conjuntos de xadrez são geralmente feitos em uma larga variedade de estilos, as vezes mais ornamentados do que para propósitos práticos. Nos torneios o conjunto de xadrez Staunton é o mais usado e, em alguns casos, exigido.
O xadrez humano usa as pessoas como peças. O xadrez às cegas pode ser jogado sem a necessidade de nenhuma peça.

## Conjuntos da Idade Média
O formato de conjunto mais antigo utilizado é o shatranj. Essas peças evoluíram com o tempo, mais detalhes foram adicionados para que as peças tivessem um desenho mais amigável.
Nos designes abstratos tanto o Rei com a Rainha representam um trono, sendo a Rainha um trono menor; os Bispos são representados por duas pequenas protuberâncias, parecendo presas de elefante; os Cavalos representam uma única protuberância, mostrando a cabeça de um cavalo; as Torres possuem um formato de "V" cortadas no topo; e os Peões uma forma simples normalmente.

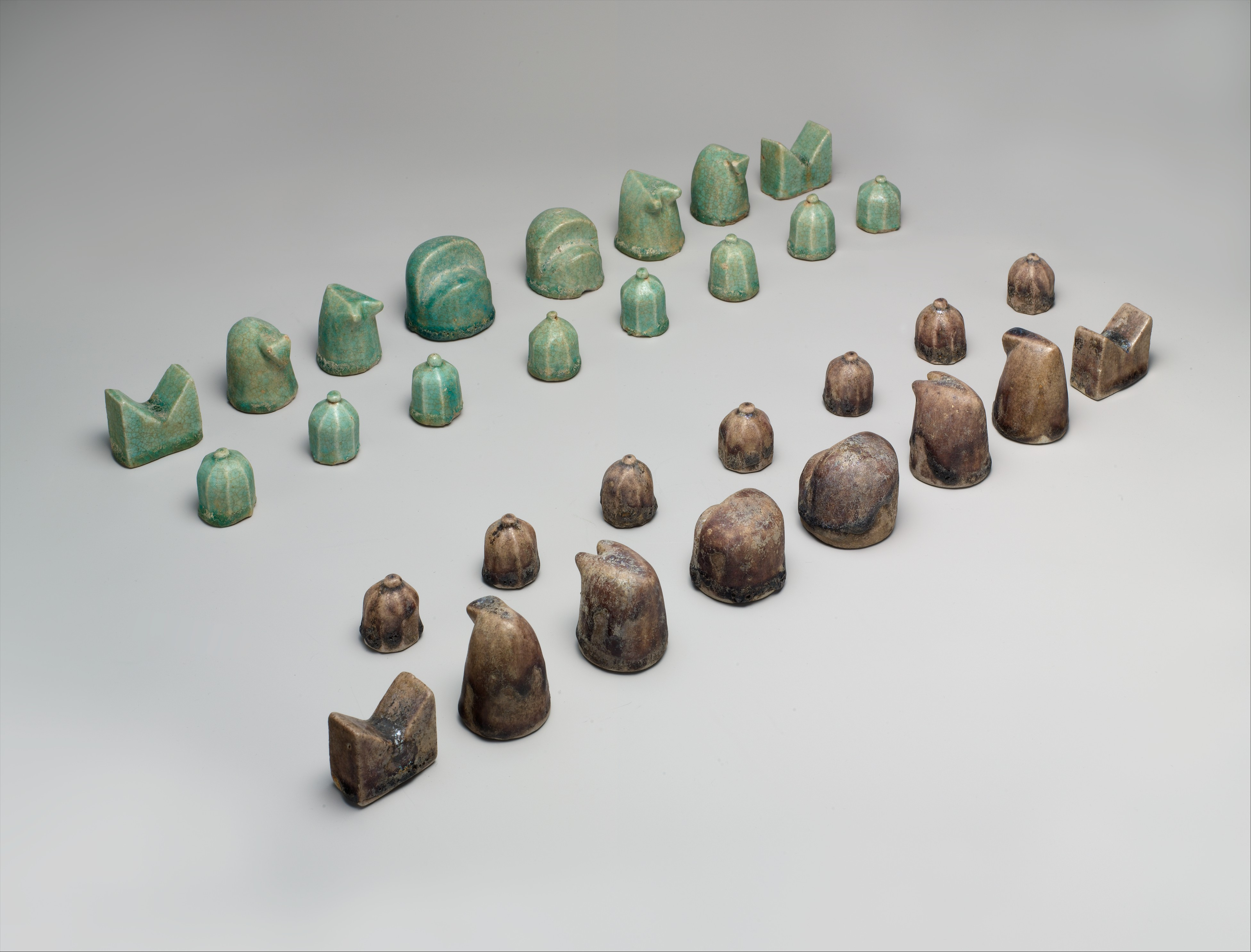
Peças abstratas do século XII (Nishapur, Irã)

Conjuntos de xadrez arqueológico notáveis incluem o seguinte:
- As peças de xadrez San Genadio no Século IX eram compostas por um conjunto de duas Torres, um Cavalo e um Bispo em forma abstrata. As peças eram feitas de chifre de veado e foram encontradas em Peñalba de Santiago, Astorga (Espanha). Antigamente, confundidas com as relíquias de San Genadio (daí o nome), são provavelmente as peças mais antigas de xadrez da Europa.
- O conjunto Charlemagne chessmen do Século XI, provavelmente fabricado em Salermo na Itália, era esculpido em marfim de elefante e originalmente inventado com um total de 30 peças. Mas nos dias atuais são mantidas apenas 16 na Basílica of Saint-Denis: 2 Reis, 2 Rainhas, 4 Cavalos, 4 Elefantes, 3 Carruagens e um Soldado de Infantaria.
- As peças de xadrez Lewis, uma coleção sortida de 79 peças do Século XII e outras peças de jogos - esculpidas majoritariamente em marfim de moça - foram descobertas em 1831 em Lewis nas as Hébridas Exteriores da Escócia.

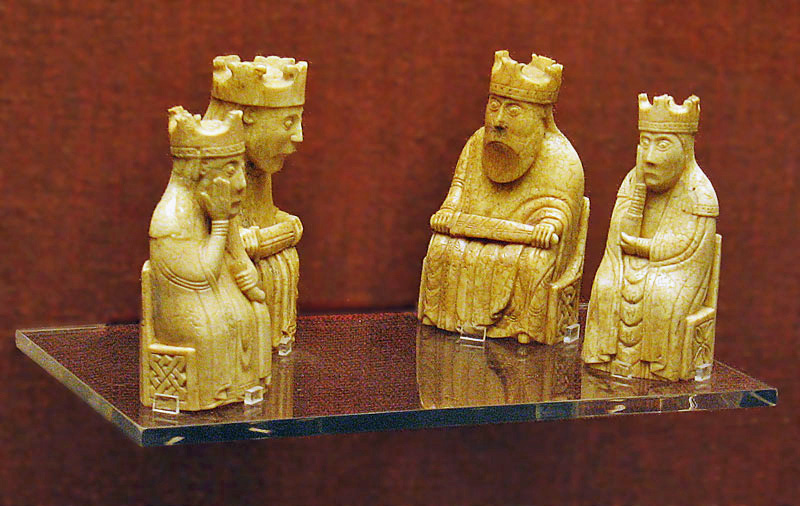
Peças de xadrez de Lewis no Museu Britânico

- A peça de xadrez Clonard, uma peça histórica que representa uma rainha sentada em um trono, datada do final do século XII. Foi encontrada em um pântano em Clonard, Co. Meath, Irlanda, um pouco antes de 1817.[1]

## Conjuntos de mesa
Há uma vasta variedade de designs disponíveis, desde pequenas mudanças estéticas até representações extremamente abstratas. Também existem os conjuntos temáticos que simulam desenhos como o de Lewis Corroll, ou representações modernas de Star Trek e The Simpsons. Os conjuntos temáticos são geralmente criados para demonstração mais do que para jogar. Alguns trabalhos de arte relacionados a conjuntos de xadrez são o do entusiasta Dadaist Man Ray, que está amostra no Museu de Arte Moderna na cidade de Nova York.
Peças de xadrez usadas para jogar são normalmente representadas de forma mais alta do que largas. Por exemplo, um conjunto de peças projetado para um tabuleiro com 2,25 polegadas (57 mm) quadrados, tem um um Rei com 3,75 polegadas (95 mm) de altura. Os conjuntos de xadrez estão disponíveis em uma ampla variedade de designs os mais conhecidos são o Staunton, nomeado depois de Howard Staunton, no Século XIX pelo jogador ingles e projetado por Nathaniel Cooke. O primeiro conjunto de xadrez Staunton foi feito em 1849 pelo Jaques de Londres (também conhecido como John Jaques de Londres, Jaques e O Filho de Londres)
Peças brancas de madeira são normalmente feitas com madeira clara, boxwood ou maple. Já as pretas são rosewood, ebony, red sandalwood, madeira africana Padauk (que é similar a red sandalwood e é produzida como bud rosewood ou blood red rosewood) e wainut. As vezes elas são feitas de boxwood e tingidas ou pintadas de preto, marrom ou vermelho. Os Cavalos nos conjuntos de madeira são normalmente esculpidos a mão, representando metade o custo do conjunto. Peças brancas de plástico são feitas de branco ou plástico esbranquiçado. Já as peças pretas são feitas de preto ou plástico vermelho. As vezes outros materiais são utilizados, como osso, marfim ou um material composto.

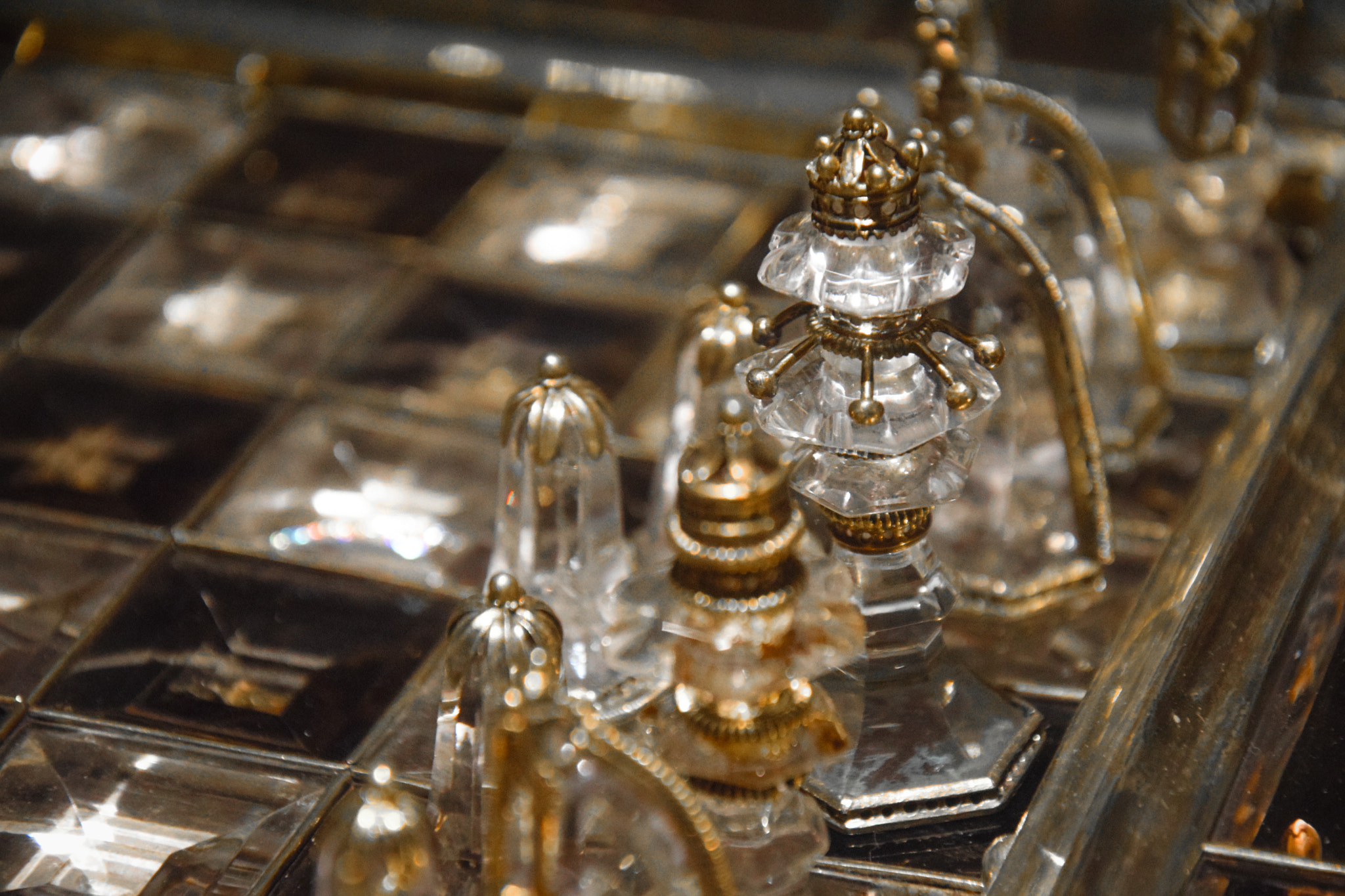
Saint Louis chess set do século 15, feito de cristal

Para jogar competitivamente, a peças Staunton são o padrão. A altura do Rei deve está entre 85 a 105 mm. A federação de xadrez dos Estados Unidos diz que a altura do Rei deve está entorno de  85 a 114 mm. A altura favorita entre os jogadores está entre 95 a 102 mm. O diâmetro do Rei deve ser 40-50% de sua altura. O tamanho das outras peças devem ser proporcionais ao Rei. As peças devem ser bem balanceadas com o seu centro de gravidade bem próximo ao tabuleiro. Isso é feito utilizando pesos de metais ou blocos de chumbo no fundo e arredor. Isso faz com que as peças com o fundo pesado se mantenham firmes e não sejam derrubadas facilmente. Uma peça bem balanceada deve se manter em pé mesmo se inclinada 60 graus do seu eixo vertical. Isso ajuda em partidas de Blitz, já que a velocidade dos movimentos não permite posicionar as peças com precisão nos seu devidos quadrados. O comprimento de cada lado do quadrado deve ser 1.25-1.3 vezes o diâmetro da base do Rei, ou 51 a 64 mm. Quadrados entorno de 57 mm são normalmente o ideal para as peças com o Rei, de preferência, na mesma faixa de tamanho. Esses critérios são especificados pela federação de xadrez dos Estados Unidos que é usada como base nas regras da Fédération Internationale des Échecs.
O Grande Mestre Larry Evans deu este conselho sobre a compra de um conjunto: 

Tenha certaza que aquele que você comprar seja fácil de observar e possua base de feltro e seja pesado. O Peão deve ser construido então eles não vem separado. A regulamentação do tabuleiro usado, segundo a federação EUA, deve ser verde e castanho - nunca vermelho e preto. De qualquer modo, existem bons tabuleiros de madeira ilustrada no mercado. Evite equipamentos baratos. O xadrez oferece um bom vida inteira de prazer por apenas alguns dolares bem gastos no início. 
O conjunto mais caro de xadrez é o Jewel Royale que foi criado em 2005 pela companhia britânica Jewelry. Avaliado em 9.8 milhões de dólares. Ele é feito de ouro e platina sólidos; com aproximadamente 1000 rubis, diamantes e safiras.

## Conjuntos de bolso e viagem
Alguns conjuntos magnéticos projetados para serem compactos, possuem espaços como nos tabuleiros usados em Shogi e Xiangqi - cada peça é uma fixa reta com o seu símbolo impresso nela.

## Caixas de xadrez
Uma maleta para guardar as peças de xadrez é conhecida como caixa. A maioria delas é feita de madeira. Uma caixa de xadrez pode ser construida de qualquer material. A parte interna da caixa pode conter espaços separadas para cada cor de peças ou sem divisórias. Normalmente, as caixas de xadrez são retangulares, mas podem possuir vários formatos, por exemplo; uma bandeja de café ou

## Imagens computadorizadas
Nos computadores, as peças de xadrez frequentemente possuem símbolos 2D em tabuleiros 2D, entretanto alguns jogos possuem gráficos 3D e representam os desenhos tradicionais das peças.
O unicode contem os símbolos das peças do xadrez, tanto as brancas quanto as pretas.

## Galeria

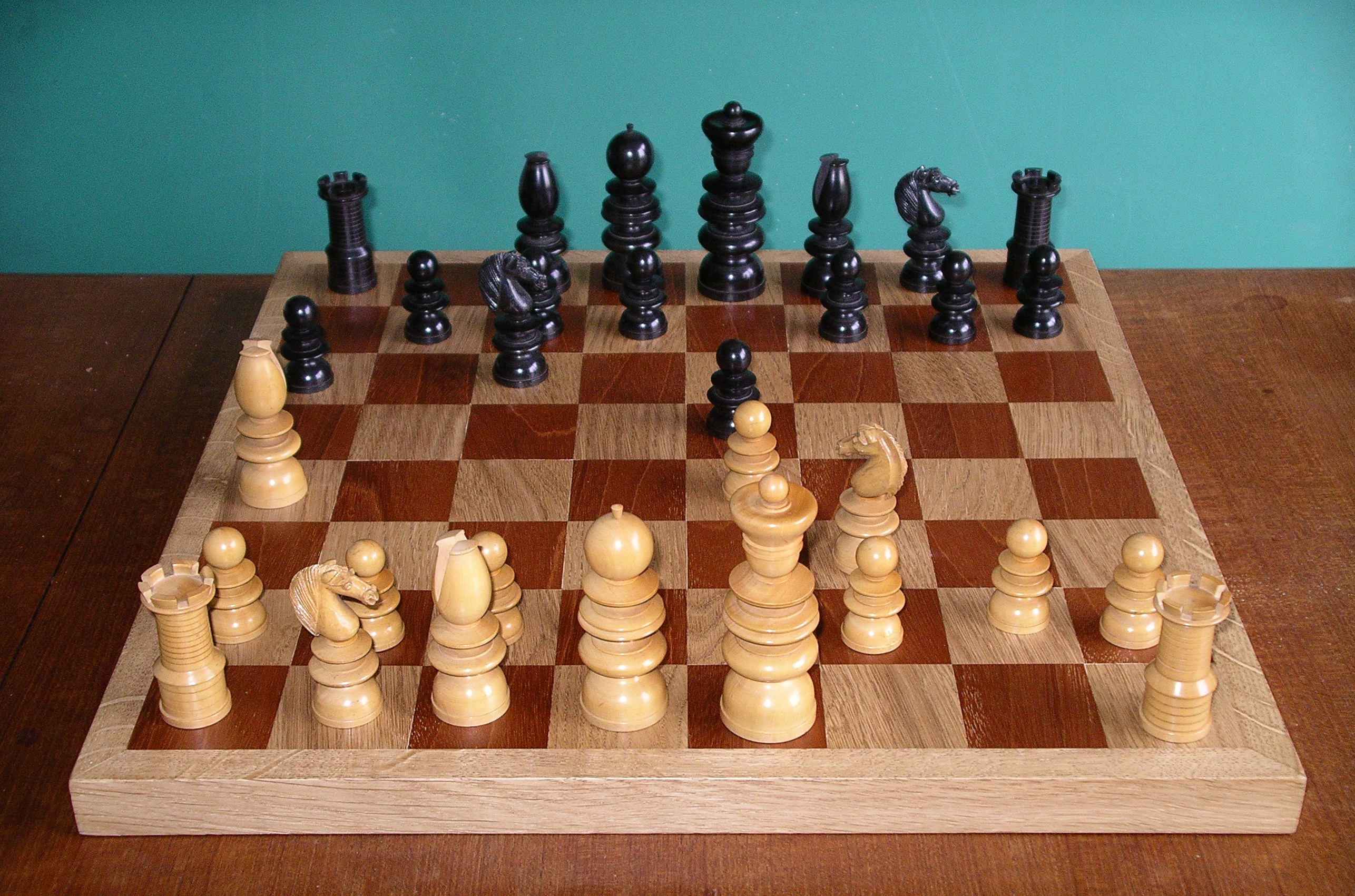
Um conjunto estilo St.
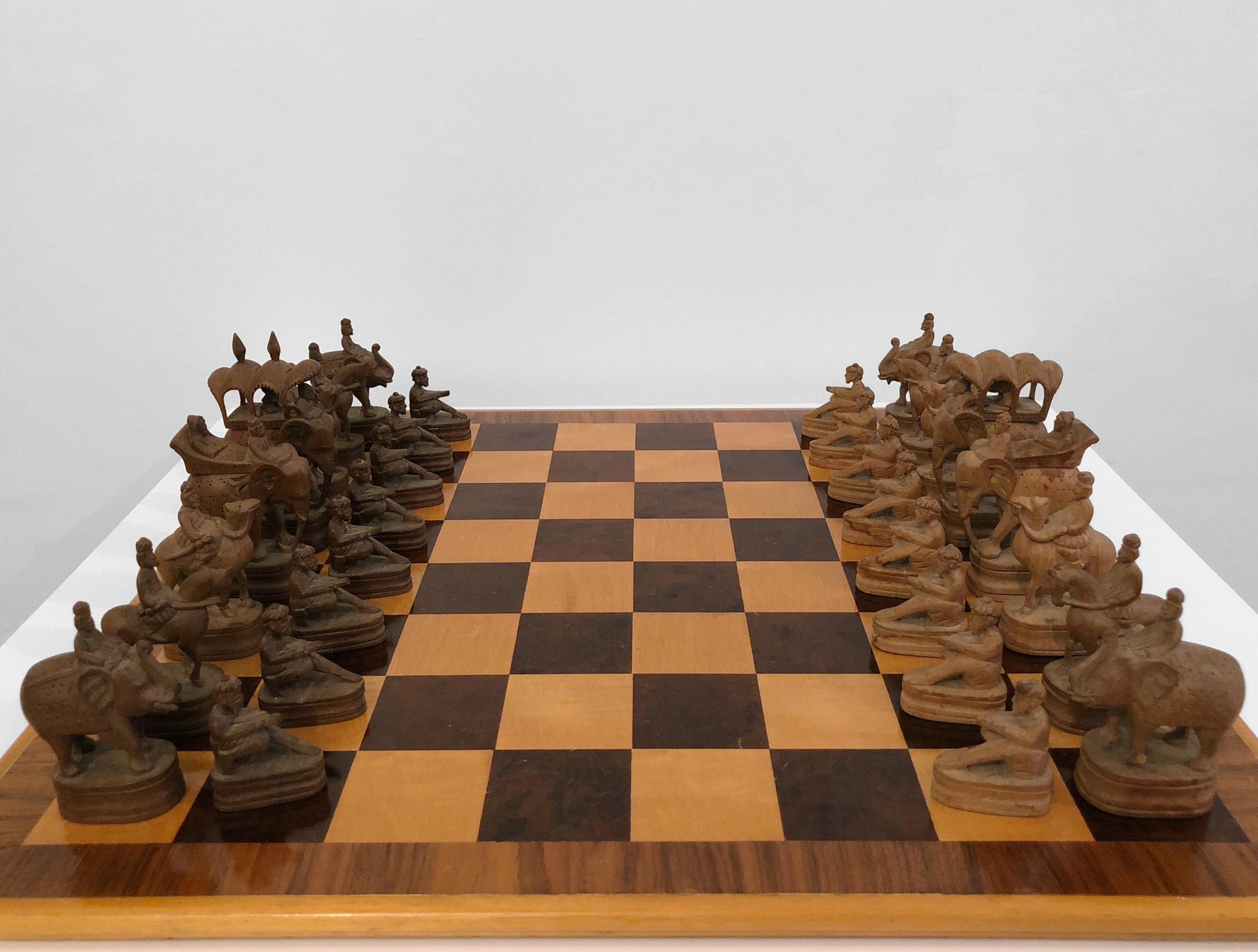
Jogo de xadrez indiano antigo
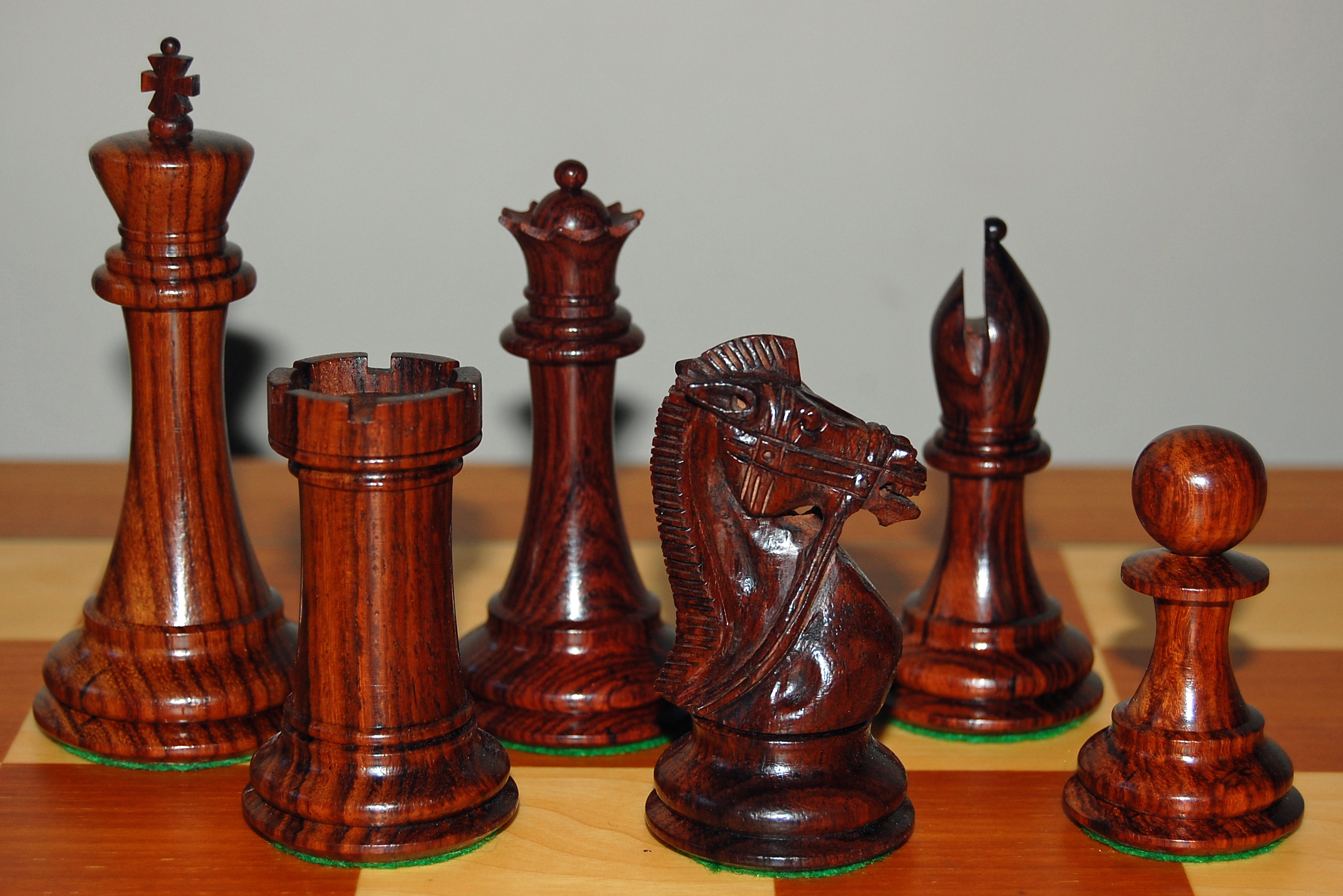
Peças Staunton confeccionadas em jacarandá
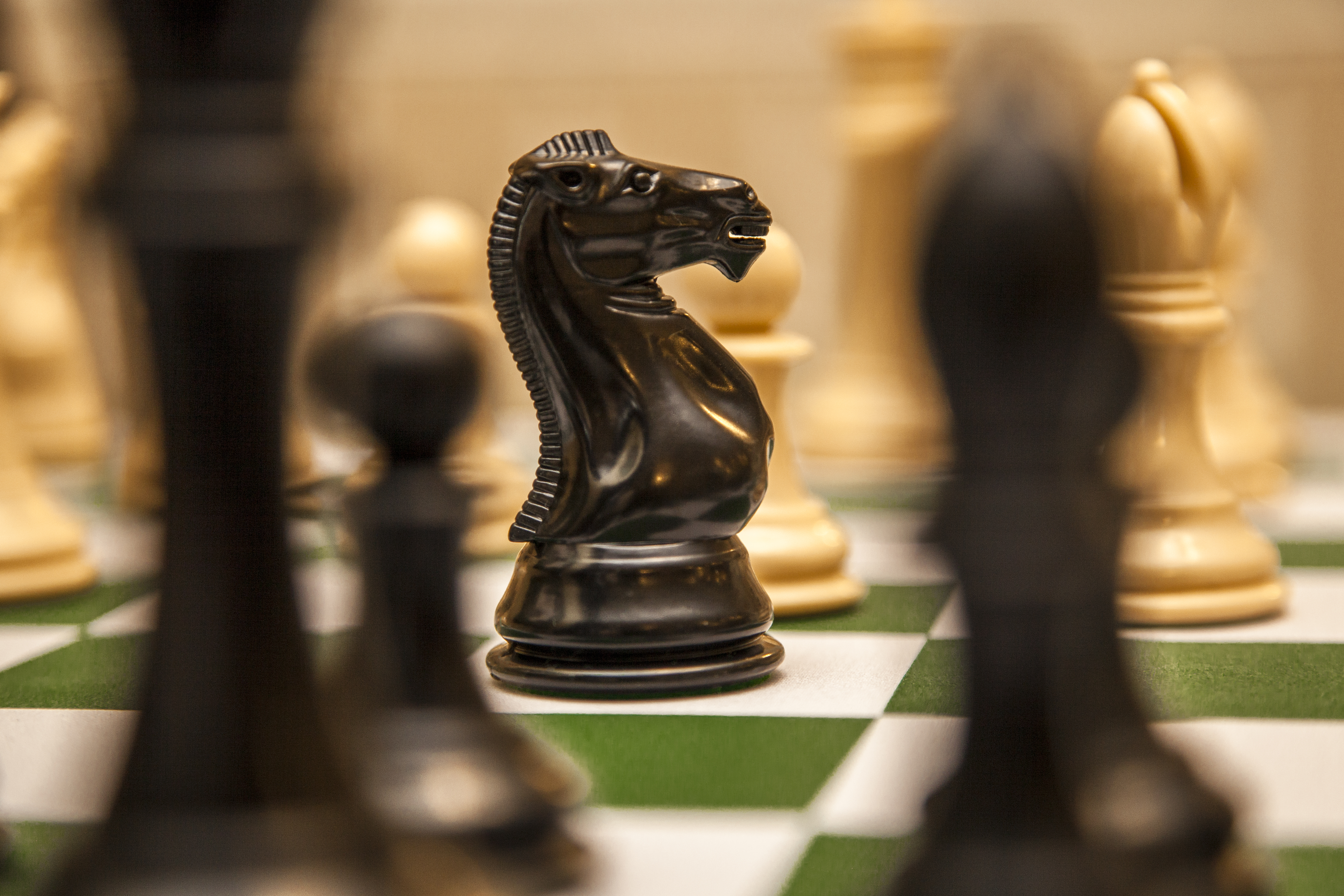
Peças Staunton feitas de plástico
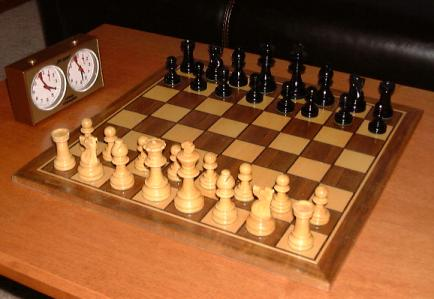
Peças de xadrez Staunton no tabuleiro de xadrez com relógio de xadrez
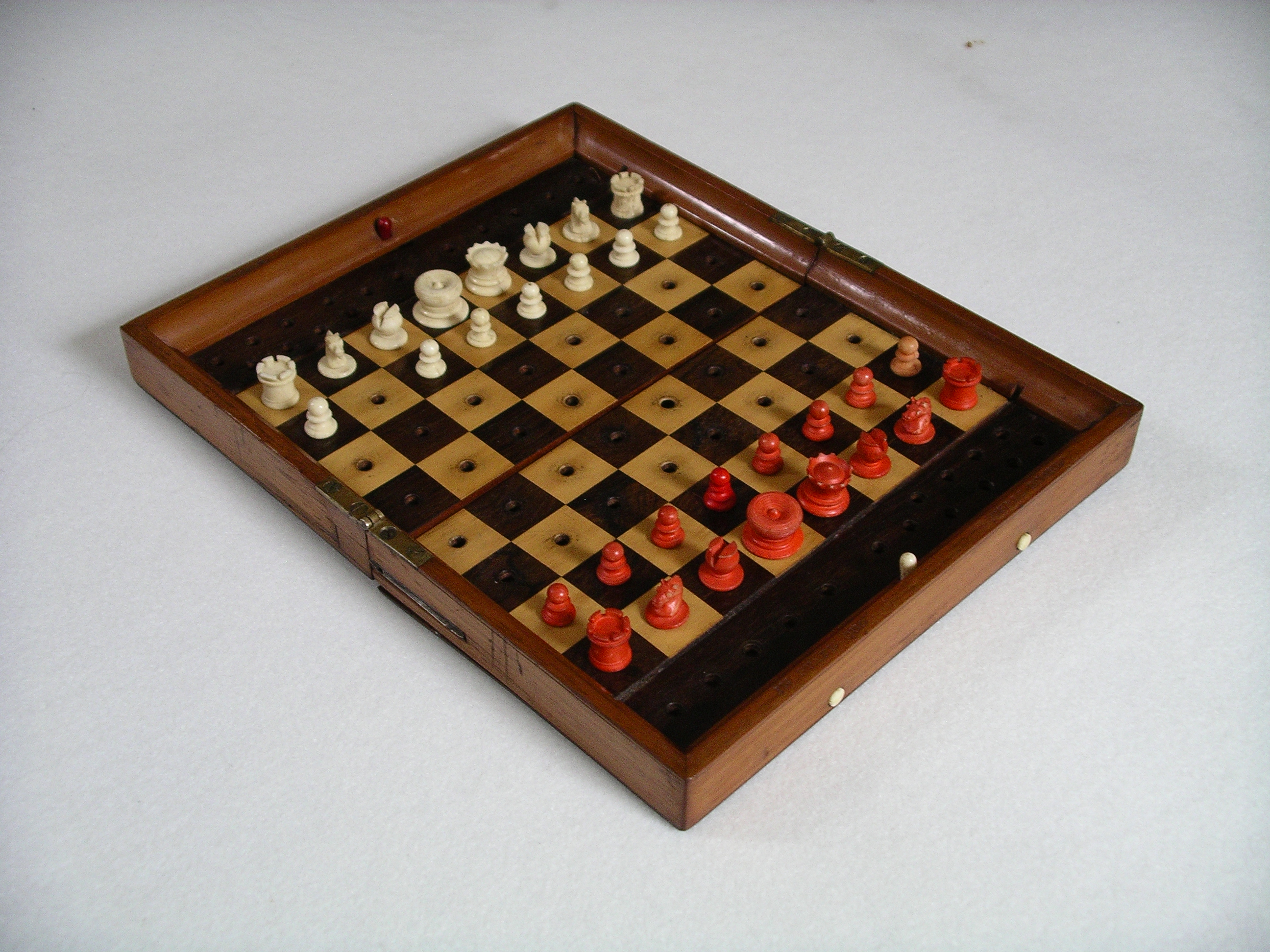
Antigo jogo de xadrez portátilJaques de Londres
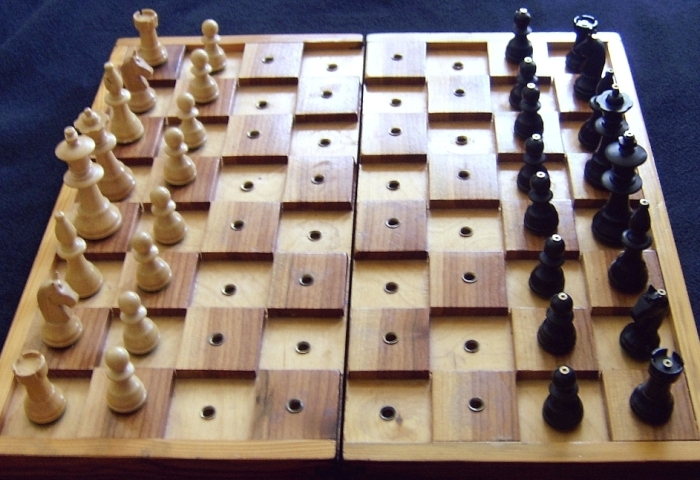
Tabuleiro de xadrez parajogadores cegos
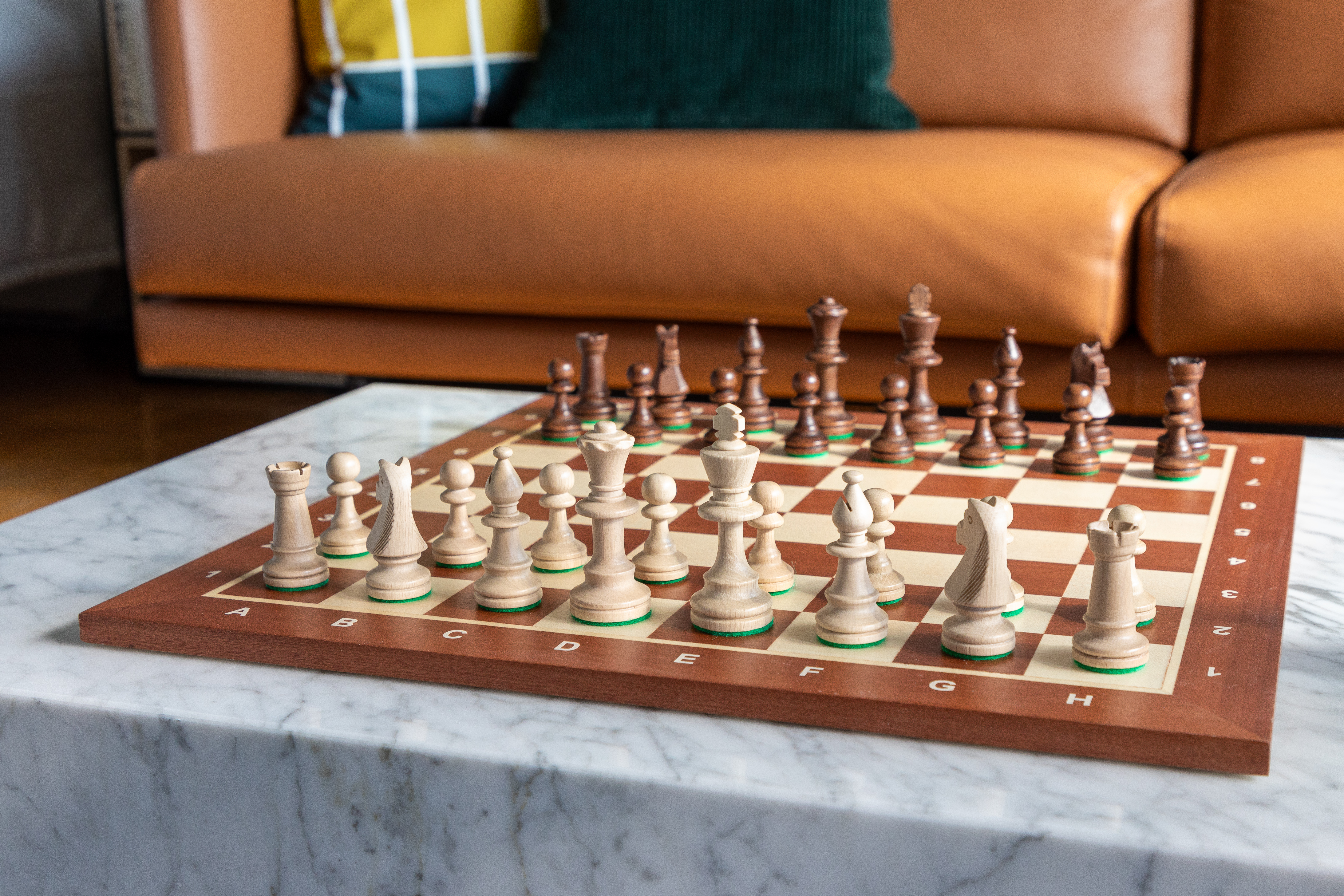
Conjunto Węgiel Polonês